# (110) Lydia
(110) Lydia ist ein Asteroid des mittleren Hauptgürtels, der am 19. April 1870 vom französischen Astronomen Alphonse Louis Nicolas Borrelly in Marseille entdeckt wurde.
Der Asteroid wurde benannt nach dem Land Lydien in Kleinasien, dessen frühe Bewohner Phryger genannt wurden. Etwa zur Zeit des Trojanischen Krieges herrschten dort die Herakleiden.

## Wissenschaftliche Auswertung
Aus Ergebnissen der IRAS Minor Planet Survey (IMPS) wurden 1992 erstmals Angaben zu Durchmesser und Albedo für zahlreiche Asteroiden abgeleitet, darunter auch (110) Lydia, für die damals Werte von 86,1 km bzw. 0,18 erhalten wurden. Vom 8. bis 12. November 2008 war (110) Lydia am Arecibo-Observatorium radarastronomisch beobachtet worden. In Verbindung mit gleichzeitigen Beobachtungen an der Infrared Telescope Facility (IRTF) am Mauna-Kea-Observatorium auf Hawaiʻi (siehe unten) wurde für den Durchmesser des Asteroiden ein effektiver Wert von etwa 89 km bei einem maximalen Wert von etwa 98 km abgeleitet. Die Messungen wurden noch einmal durchgeführt vom 15. bis 18. Oktober 2012. Die Abschätzungen zum Durchmesser wurden daraufhin aktualisiert auf einen effektiven Wert von etwa 82 km und einen maximalen Wert von etwa 90 km bei einer optischen Albedo von 0,20. Eine Auswertung von Beobachtungen durch das Projekt NEOWISE im nahen Infrarot führte 2011 zu vorläufigen Werten für den Durchmesser und die Albedo im sichtbaren Bereich von 89,0 km bzw. 0,17. Nach neuen Messungen mit NEOWISE wurden die Werte 2014 auf 88,2 km bzw. 0,17 korrigiert.
Eine umfangreiche spektroskopische Untersuchung der größten Asteroiden des M-Typs erfolgte im Zeitraum 1978–1986 am Charkiw-Observatorium in der Ukraine. Aus dem Vergleich mit Meteoriten-Material ergab sich, dass neben einigen anderen auch (110) Lydia nicht aus reinem Metall bestehen kann und erhebliche silicatische Bestandteile enthält. Am wahrscheinlichsten enthielte sie etwa 50 % Metalle und entspräche am ehesten Stein-Eisen-Meteoriten. Mit spektroskopischen Beobachtungen an der IRTF vom 2. bis 4. Mai 2001 konnte festgestellt werden, dass die Oberfläche von (110) Lydia auf allen Seiten des Asteroiden, die beobachtet wurden, neben Silicaten auch geringfügige Mengen von Orthopyroxen mit niedrigem Fe- und niedrigem Ca-Gehalt enthält.
Am 16. und 19. November 2004 wurde (110) Lydia mit dem Telescopio Nazionale Galileo (TNG) am Roque-de-los-Muchachos-Observatorium auf La Palma im sichtbaren und infraroten Bereich spektroskopisch untersucht und mit Meteoriten verglichen. Das Spektrum entsprach am ehesten dem von Pallasiten. Auch an der IRTF wurden noch einmal an mehreren Zeitpunkten im Dezember 2007 und November/Dezember 2008 spektroskopische Untersuchungen des Asteroiden durchgeführt und mit Ergebnissen radarastronomischer Messungen (siehe oben) verglichen. Es wurde ein typisches Spektrum von Asteroiden des Xk-Typs gefunden. Ein Vergleich ergab Ähnlichkeiten mit Eisen- und Pallasit-Meteoriten.

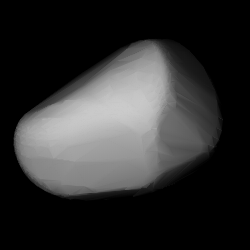
Berechnetes 3D-Modell von (110) Lydia

Photometrische Beobachtungen von (110) Lydia fanden erstmals statt vom 18. Oktober 1958 bis 25. Januar 1959 am McDonald-Observatorium in Texas und dann noch einmal am 16. März 1969 am Kitt-Peak-Nationalobservatorium in Arizona. Aus den zahlreichen aufgezeichneten Lichtkurven konnte eine Rotationsperiode von 10,9267 h bestimmt werden. Auch ein Oppositionseffekt, wie er 1956 erstmals bei (20) Massalia beobachtet worden war, konnte festgestellt werden.
Neue photometrische Messungen des Asteroiden erfolgten vom 2. bis 29. Dezember 2003 am Carbuncle Hill Observatory in Rhode Island. Aus der gemessenen Lichtkurve wurde eine Rotationsperiode von 10,924 h abgeleitet. Aus einer Auswertung dieser und weiterer photometrischer Daten vom Dezember 2003 (siehe unten) konnte in einer Untersuchung von 2007 ein Gestaltmodell des Asteroiden erstellt sowie zwei alternative Lösungen für die Position der Rotationsachse mit retrograder Rotation und eine Rotationsperiode von 10,9258 h bestimmt werden. Aus Messungen durch IRAS im Infraroten im Juni und Juli 1983 wurden in einer Untersuchung von 2009 die thermischen Trägheitswerte von 11 Hauptgürtelasteroiden mit Durchmessern <100 km und bekannten Formen und Rotationsachsen abgeleitet. Neben Abschätzungen für die Größe von (110) Lydia zu 90–97 km und für die Albedo zu 0,14–0,16 ergab sich eine Bevorzugung einer der beiden alternativen Rotationsachsen.
Beobachtungen am Santana Observatory in Kalifornien im Dezember 2003 und vom 11. bis 13. November 2008 ergeben einen Wert der Rotationsperiode von 10,926 h. Auch eine Bestimmung der Rotationspole und der Form des Asteroiden konnte durchgeführt werden, die zu ähnlichen Ergebnissen wie zuvor führte. Weitere Messungen am Center for Solar System Studies (CS3) in Kalifornien und am Palmer Divide Observatory (PDO) in Colorado vom 22. bis 25. Oktober 2012 in Kombination mit den Daten des Santana Observatory führten zu einer Periode von 10,928 h, während aus Beobachtungen vom 10. bis 13. Januar 2014 am CS3 10,927 h abgeleitet wurden.
Die Auswertung von 53 vorliegenden Lichtkurven und weiteren Daten der Lowell Photometric Database führte in einer Untersuchung von 2016 erneut zur Erstellung eines dreidimensionalen Gestaltmodells für zwei alternativen Rotationsachsen mit retrograder Rotation und einer Periode von 10,92581 h.
Nach einer Begegnung von (110) Lydia mit dem kleinen Asteroiden (66778) 1999 TL221 am 22. März 2010 bis auf etwa 14.800 km Abstand bei einer Relativgeschwindigkeit von 1,6 km/s wurden die präzisen Positionsdaten des Gaia DR3-Katalogs ausgewertet und daraus für (110) Lydia eine Masse von 1,37·1018 kg und bei einem angenommenen Durchmesser von etwa 78,5 km eine Dichte von 5,42 g/cm³ bestimmt.

## Asteroidenpaar
(110) Lydia bildet mit dem Asteroiden (1393) Sofala ein quasi-complanares Asteroidenpaar. Sie besitzen sehr ähnliche Bahnelemente und bewegen sich nahezu in der gleichen Bahnebene, allerdings sind ihre Apsidenlinien deutlich gegeneinander verdreht. (1393) Sofala besitzt eine kürzere Umlaufzeit um die Sonne als (110) Lydia, so dass sie diese etwa alle 23 Jahre überholt. In den 1000 Jahren um die derzeitige Epoche herum kommen sich die beiden Körper aber nicht näher als 1,2 Mio. km.

## Lydia-Familie
(110) Lydia ist namensgebendes und eines der größten Mitglieder einer Asteroidenfamilie mit ähnlichen Bahneigenschaften. Nachdem Untersuchungen zum Schluss kamen, dass (110) Lydia ein Eindringling („Interloper“) in dieser Familie sein könnte, wird die Familie nach dem nächstgrößeren Mitglied auch als Padua-Familie bezeichnet. Für diese werden ähnliche Bahneigenschaften, wie eine Große Halbachse von 2,67–2,78 AE, eine Exzentrizität von 0,03–0,06 und eine Bahnneigung von 4,9°–5,7° genannt. Taxonomisch handelt es sich um Asteroiden der Spektralklassen C und X, die mittlere Albedo liegt bei 0,07. Der Familie wurden im Jahr 2019 etwa 760 Mitglieder zugerechnet, ihr Alter wird auf 238 ± 40 Mio. Jahre geschätzt.